# スタロドゥーブ

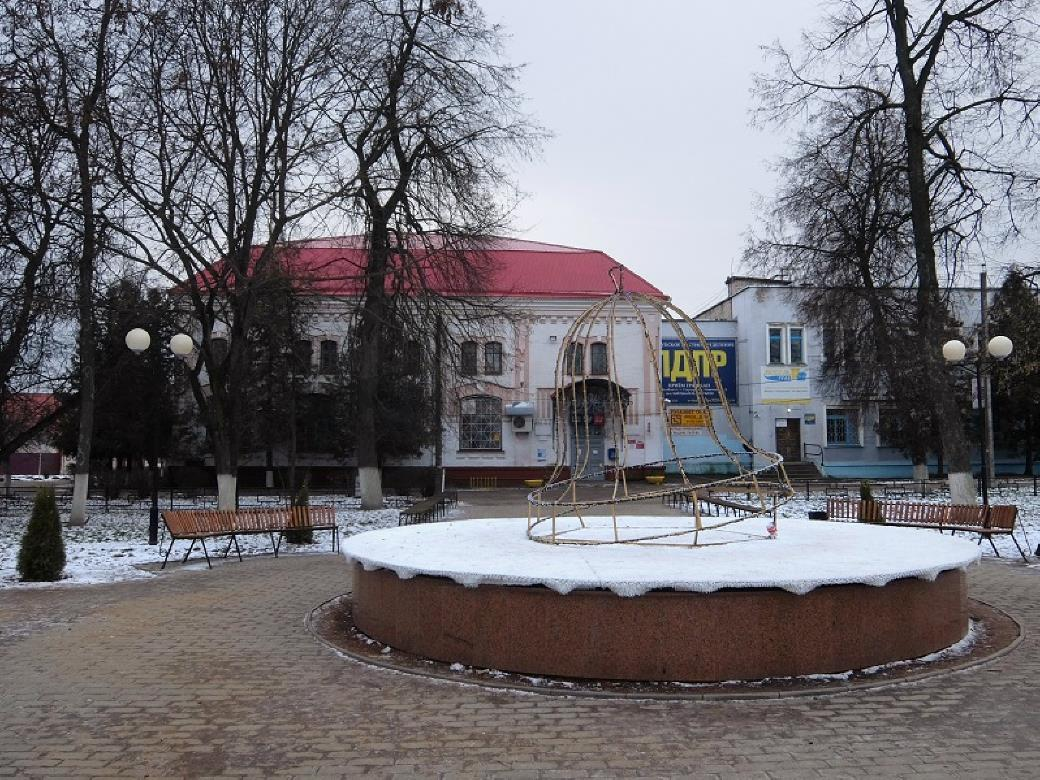

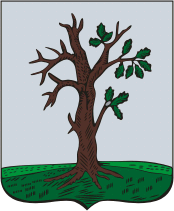
紋章

スタロドゥーブ（ロシア語: Староду́б スタラドゥープ；ウクライナ語: Староду́б スタロドゥーブ；ラテン文字表記の例:Starodub）は、ロシア連邦のブリャンスク州にある町。人口は1万7687人（2021年時点）。ドニエプル川支流のバビネツ川沿いに位置する。名称は「古いオーク」の意味。州都ブリャンスクからは南西へ169キロメートルで、ロシア・ウクライナ・ベラルーシの国境が接する付近にある。
伝統的にはウクライナに属するチェルニーヒウシュチナ（「チェルニーヒウの地」という意味）の町で、近代に入っても一時期ウクライナの国家に領有された時期がある。

## 歴史
年代記によれば、スタロドゥーブは9世紀からその存在が知られ、当時はチェルニーヒウ公国の都市であった。12世紀から13世紀初めまでは、スタロドゥーブ公国の中心都市となった。1239年にはモンゴル帝国のルーシ侵入で焼き払われ、14世紀にはリトアニア大公国の一部となる。1503年から1618年にかけての間はスタロドゥーブはモスクワ大公国に属し、ロシア・ポーランド戦争の結果、1648年までポーランド・リトアニア共和国の領土となった。1648年に始まるウクライナ・コサックの首領ボフダン・フメリニツキーによる大反乱（フメリニツキーの蜂起）ではスタロドゥーブ・ポールク（コサック連隊）の中心都市となり、1666年から1686年まで大幅な自治を謳歌した。

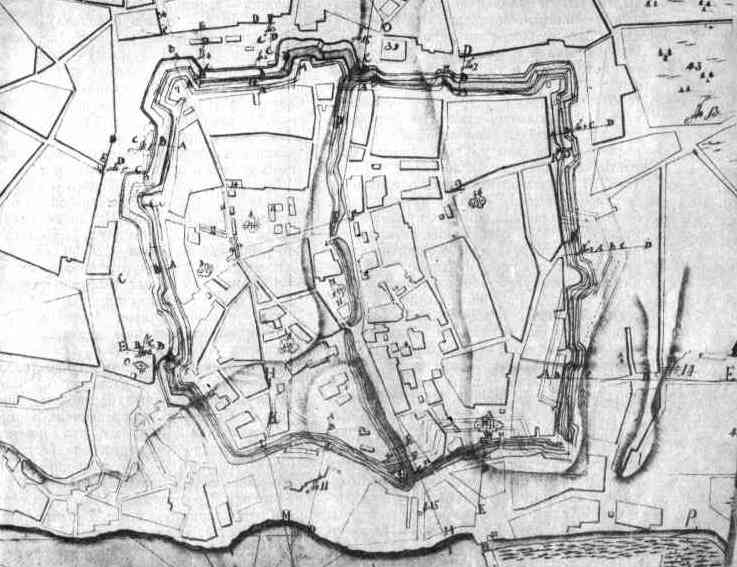
1746年のスタロドゥーブの要塞

スタロドゥーブは、1781年まで左岸ウクライナにあったウクライナ・コサックの自治国家・ヘーチマン国家の最北部にあった。ヘーチマン国家のロシア帝国への併合後、1796年にはチェルニゴフ県に編入された。1917年から1918年まではウクライナ人民共和国の領土に加えられていた。1918年3月には、正式に共和国のシーヴェルシュチナ（「シヴェリャーヌィ族の地」という意味。県に相当する行政単位）に、その県庁所在地となった。その後、ウクライナ国の領土となった。しかし、1918年11月にはソヴィエト・ロシアの赤軍が侵攻し、この地にソヴィエト権力が打ち立てられた。
ソ連時代にはゴメリ県（1919年 - 1926年）、ブリャンスク県（1926年 - 1929年）、西州（1929年 - 1938年）、オリョール州（1938年 - 1944年）などに属した。第二次世界大戦では1941年8月から1943年9月22日までドイツ軍に再度占領された。1944年、ブリャンスク州の一部として再編され現在に至る。

## 見所
17世紀から18世紀までヘーチマン国家の中心の一つであったスタロドゥーブには、コサック・バロック（ウクライナ・バロック）様式の建築があり、ロシア国内で正統的なウクライナ・バロックの建物が見られる数少ない場所である。1617年に完成し1677年の大火のあとに修復された救世主降誕聖堂は、その典型的な作例である。神現聖堂の建立は1789年に遡り、聖ニコライ聖堂は1802年建設の新古典主義建築である。